# Max Planck Computing and Data Facility
Die Max Planck Computing and Data Facility (MPCDF) ist eine institutsübergreifende Querschnittseinrichtung der Max-Planck-Gesellschaft. Die Einrichtung hieß bis 2014 Rechenzentrum Garching, und war in dieser Form das gemeinsame Rechenzentrum der Max-Planck-Gesellschaft und des Max-Planck-Instituts für Plasmaphysik.

## Geschichte
Die Einrichtung entstand als Rechenzentrum des Max-Planck-Instituts für Plasmaphysik (IPP). Bald diente es als gemeinsames Rechenzentrum des IPP und der benachbarten Max-Planck-Institute in Garching bei München. Seit 1992 bietet es seine Dienste für alle Max-Planck-Institute in ganz Deutschland an. Die wichtigsten Serviceleistungen sind Supercomputing, Datenverwaltung/Massenspeicher und Datenerfassung.
Im Jahr 2015 wurde das RZG in eine institutsübergreifende Querschnittseinrichtung der  Max-Planck-Gesellschaft übergeführt und in Max Planck Computing and Data Facility (MPCDF) umbenannt.

## Aufgaben
Die  Max  Planck  Computing and Data  Facility (MPCDF)  steht  für  das  Bestreben  der  Max-Planck-Gesellschaft (MPG), ihre Wissenschaftler auf dem Gebiet der Computational Sciences und auf dem Datensektor durch ein institutsübergreifendes Kompetenzzentrum zu unterstützen. In enger Zusammenarbeit mit Wissenschaftlern aus den Max-Planck-Instituten werden Dienstleistungen  im  Bereich  der  Anwendungsentwicklung,  Algorithmenentwicklung  und Optimierung  für  Hochleistungsrechnen  durchgeführt.  Zudem  werden – ebenfalls  in  enger Abstimmung mit den Max-Planck-Instituten – Datenmanagementlösungen für große Datenprojekte konzipiert, entwickelt und umgesetzt. Neben den wissenschaftlichen Schwerpunkten betreibt die MPCDF einen modernen Hochleistungsrechner, größere Rechensysteme für die Max-Planck-Institute und eine adäquate Dateninfrastruktur.